# Nicotina (pel·lícula)
Nicotina és una pel·lícula mexicana estrenada el 3 d'octubre de 2003 i dirigida per Hugo Rodríguez.
La pel·lícula narra en temps real les peripècies d'un hacker, un duo d'estafadors, un matrimoni de barbers, i un altre matrimoni de farmacèutics. Tots aquests personatges es veuen embolicats en una sèrie de successos connexos amb desenllaços tràgics relacionats al tabaquisme.

## Argument
La història se situa en la Ciutat de Mèxic. Un hacker anomenat Lolo (Diego Luna) és requerit per a un treball per dos estafadors: Tomson (Jesús Ochoa) i el Nene (Lucas Crespi), que planegen vendre dades confidencials i claus de comptes bancaris pertanyents al Banc Cantonal de Zuric, a canvi de vint valuosos diamants, a un grup de criminals liderat per Svoboda (Norman Sotolongo), un misteriós contrabandista de nacionalitat russa, acompanyat per Andrei (Alexis Sánchez), un altre contrabadista rus.
Lolo hackeja els complicats sistemes de seguretat del banc per aconseguir les claus, i al seu torn utilitza el seu temps lliure per espiar a la seva veïna Andrea (Marta Belaustegui), a través de càmeres de seguretat que ell mateix havia instal·lat al seu apartament anteriorment sense que ella ho sabés. L'enamorament de Lolo cap a Andrea arriba a obsessió, ja que a través d'aquestes càmares vigila tots els seus comportaments, la seva quotidianitat i les seves converses telefòniques. Lolo té registre de tota la vida d'Andrea i posseeix una vasta quantitat de discos compactes amb aquesta informació.
Quan Andrea rep a la seva casa Carlos (Eugenio Montessoro), amb qui manté una relació per interès ja que ell li ofereix un oportú lloc a l'orquestra filharmònica que dirigeix, Lolo intenta interrompre aquesta trobada intervenint el telèfon d'Andrea i reproduint missatges de la seva bústia de veu. En aquest moment Andrea pot sentir des de la seva finestra cap a l'habitatge de Lolo el mateix so dels missatges que transmetia el seu telèfon, i aconsegueix adonar-se que ha estat espiada pel seu veí.
Lolo finalment aconsegueix copiar les dades de les claus a un nou CD, però Andrea aconsegueix infiltrar-se al seu departament i encén en flames tot el material digital que ell posseeix sobre ella (en el qual es trobava també el CD que acaba de gravar per als criminals russos), i torna al seu pis sentint-se totalment afligida i humiliada.
Mentrestant, Tomson i Nen discuteixen sobre les probabilitats de mort que posseeixen els fumadors de tabac. Una estona després arriben a l'edifici on viu Lolo i el convencen que vagi amb ells a la trobada amb els criminals russos, al que finalment accedeix.
El trio arriba al motel on s'allotgen els russos i els lliuren el CD. Quan Andrei intenta comprovar-ne la veracitat, es topa amb imatges d'Andrea. En aquest moment els criminals russos creuen que han estat estafats, entretant Tomson i Nene creuen que el disc estava sent copiat per ells, això deslliga una violenta confusió que desemboca en un intercanvi de trets. Andrei és assassinat i Svoboda aconsegueix escapar ferit de bala i s'escapoleix a una barberia. Nene també resulta ferit i Tomson el porta a una farmàcia local perquè curin la seva ferida.
A la farmàcia es troba Clara (Carmen Madrid), qui té problemes amb el seu matrimoni, ja que el seu espòs Beto (Daniel Gimenez Cacho) la maltracta sota l'excusa que està deixant de fumar i té els nervis de punta. Clara tracta de curar sota pressió la ferida de Nene però arriba el seu marit, amb la qual cosa Nene ha d'amagar-se. Beto parla amb un policia amic (qui li va prestar una escopeta i li va advertir que hi havia alguns homes armats; referint-se als estafadors) i quan aquest es retira, Tomson s'acosta a la farmàcia per buscar a Nen, però Beto es troba aquí i li dispara amb l'escopeta. En adonar-se d'això, Nene crivella a Beto i surt de la farmàcia per trobar-se amb el cadàver del seu amic, i al no poder fer alguna cosa sobre aquest tema, continua buscant Svoboda.
Mentrestant a la barberia, atesa per Don Goyo (Rafael Inclán) i la seva esposa Carmen (Rosa María Bianchi). Svoboda crida a una col·lega per telèfon i li conta que posseeix els diamants intactes "a la panxa" (es trobaven en el ventre d'una nina de drap que ell portava amb si), i que es troba ferit de bala. Mentre Goyo li talla el cabell, el criminal rus amenaça a la parella de barbers amb un revòlver, però al cap d'una estona mor dessagnat en la perruqueria. Carmen va sentir atentament la conversa telefònica que va tenir el rus amb el seu col·lega abans de morir, i es convenç que els diamants realment es troben en l'estómac del criminal, amb la qual cosa decideix fer-li una incisió en l'abdomen al cadàver de Svoboda per després descobrir que no hi havia absolutament res allí.
Nene destrossa les portes de la barberia i entra armat, troba la nina de drap amb els diamants i se l'emporta, però Carmen atina a disparar-li a l'esquena i li ordena a Goyo que el vagi a buscar i porti els diamants. Goyo, fart de la seva esposa, segueix Nene però només aconsegueix veure com aquest mor dessagnat al carrer a causa del tret propinat per Carmen. Aviat, Goyo s'amaga mentre veu com Carmen és detinguda per la policia en la barberia i aconsegueix escapar.
Lolo es queda amb els diamants i torna al seu departament. Omplen una gerra amb aigua, que rellisca sobre el foc de la cuina i provoca una fuga de gas, a continuació encén un cigarret i mor instantàniament per combustió espontània.
Posteriorment es mostra una escena on dos policies investiguen el cos de Nene i se sent una explosió, que seria la que es va produir al pis de Lolo i conclou amb una frase irònica de la bella esposa del farmacèutic, sobre el consum de tabac.

## Repartiment
- Diego Luna, com Lolo.
- Lucas Crespi, com Nene.
- Jesús Ochoa, com Tomson.
- Rafael Inclán, com Goyo.
- Rosa María Bianchi, com Carmen.
- Norman Sotolongo, com Svoboda.
- Carmen Madrid, com Clara.
- Daniel Giménez Cacho, com Beto.
- Marta Belaustegui, com Andrea.
- José María Yazpik, com Joaquín.
- Martha Tenorio, com Eulogia.

## Premis i nominacions
- XLVI edició dels Premis Ariel 2004:[4]
- Guanyador  Millor actriu a Rosa María Bianchi
- Guanyador  Millor actor a Rafael Inclán
- Guanyador Millor actor secundari per Daniel Giménez Cacho
- Guanyador Millor guió original
- Guanyador millor edició
- Guanyador millors efectes de so
- MTV Movie Awards Mèxic 2004:
- Guanyador millor pel·lícula
- Guanyador Millor actor a Diego Luna
- Guanyador millor cameo a José María Yazpik
- Motion Picture Sound Editors 2005:
- Millors efectes de so en una pel·lícula estrangera